# Acanthermia discata
Acanthermia discata là một loài bướm đêm trong họ Noctuidae.